# 达米尔·绍尔曼
达米尔·绍尔曼（1948年9月7日—2023年5月2日），克罗地亚男子篮球运动员。他曾代表南斯拉夫国家队参加1968年、1972年和1976年夏季奥林匹克运动会篮球比赛，获得二枚银牌。